# 6909 Levison
6909 Levison è un asteroide areosecante. Scoperto nel 1991, presenta un'orbita caratterizzata da un semiasse maggiore pari a 2,7259437 UA e da un'eccentricità di 0,4663097, inclinata di 37,97987° rispetto all'eclittica.